# Stazione meteorologica di Anzola dell'Emilia
La stazione meteorologica di Anzola dell'Emilia è la stazione meteorologica di riferimento relativa alla località di Anzola dell'Emilia.

## Coordinate geografiche
La stazione meteo si trova nell'Italia nord-orientale, in Emilia-Romagna, in provincia di Bologna, nel comune di Anzola dell'Emilia, a 40 metri s.l.m. e alle coordinate geografiche 44°33′N 11°12′E.

## Dati climatologici
In base alla media trentennale di riferimento 1961-1990, la temperatura media del mese più freddo, gennaio, si attesta a +1,1 °C; quella del mese più caldo, luglio, è di +22,7 °C.
Le precipitazioni medie annue si aggirano sui 600 mm, distribuite mediamente in 76 giorni, con minimi relativi in inverno ed estate e picchi moderati in primavera ed autunno . Anzola è attualmente l'unica città italiana a raggiungere una temperatura di -26.2 °C, valore mai più raggiunto in tutto il XX secolo, eccezionalmente nel 1956 durante la storica ondata di freddo di febbraio.
| Anzola dell'Emilia    | Mesi   | Mesi   | Mesi   | Mesi   | Mesi   | Mesi   | Mesi   | Mesi   | Mesi   | Mesi   | Mesi   | Mesi   | Stagioni | Stagioni | Stagioni | Stagioni | Anno |
| Anzola dell'Emilia    | Gen    | Feb    | Mar    | Apr    | Mag    | Giu    | Lug    | Ago    | Set    | Ott    | Nov    | Dic    | Inv      | Pri      | Est      | Aut      | Anno |
| --------------------- | ------ | ------ | ------ | ------ | ------ | ------ | ------ | ------ | ------ | ------ | ------ | ------ | -------- | -------- | -------- | -------- | ---- |
| T. max. media (°C)    | 4,8    | 8,6    | 13,6   | 18,1   | 22,9   | 27,2   | 30,0   | 29,1   | 25,3   | 19,0   | 11,2   | 6,0    | 6,5      | 18,2     | 28,8     | 18,5     | 18,0 |
| T. min. media (°C)    | −2,5   | −0,6   | 2,0    | 5,5    | 9,2    | 13,2   | 15,4   | 15,5   | 12,6   | 7,7    | 3,2    | −1,7   | −1,6     | 5,6      | 14,7     | 7,8      | 6,6  |
| Precipitazioni (mm)   | 49     | 37     | 48     | 53     | 48     | 41     | 33     | 51     | 57     | 59     | 78     | 40     | 126      | 149      | 125      | 194      | 594  |
| Giorni di pioggia     | 7      | 6      | 8      | 8      | 7      | 5      | 4      | 6      | 5      | 6      | 8      | 6      | 19       | 23       | 15       | 19       | 76   |
| Vento (direzione-m/s) | NW 3,5 | NW 3,6 | NW 3,9 | NW 3,9 | NW 3,9 | NW 3,7 | NW 3,5 | NW 3,5 | NW 3,4 | SW 3,6 | NW 3,7 | NW 3,5 | 3,5      | 3,9      | 3,6      | 3,6      | 3,6  |